# Lena Urzendowsky

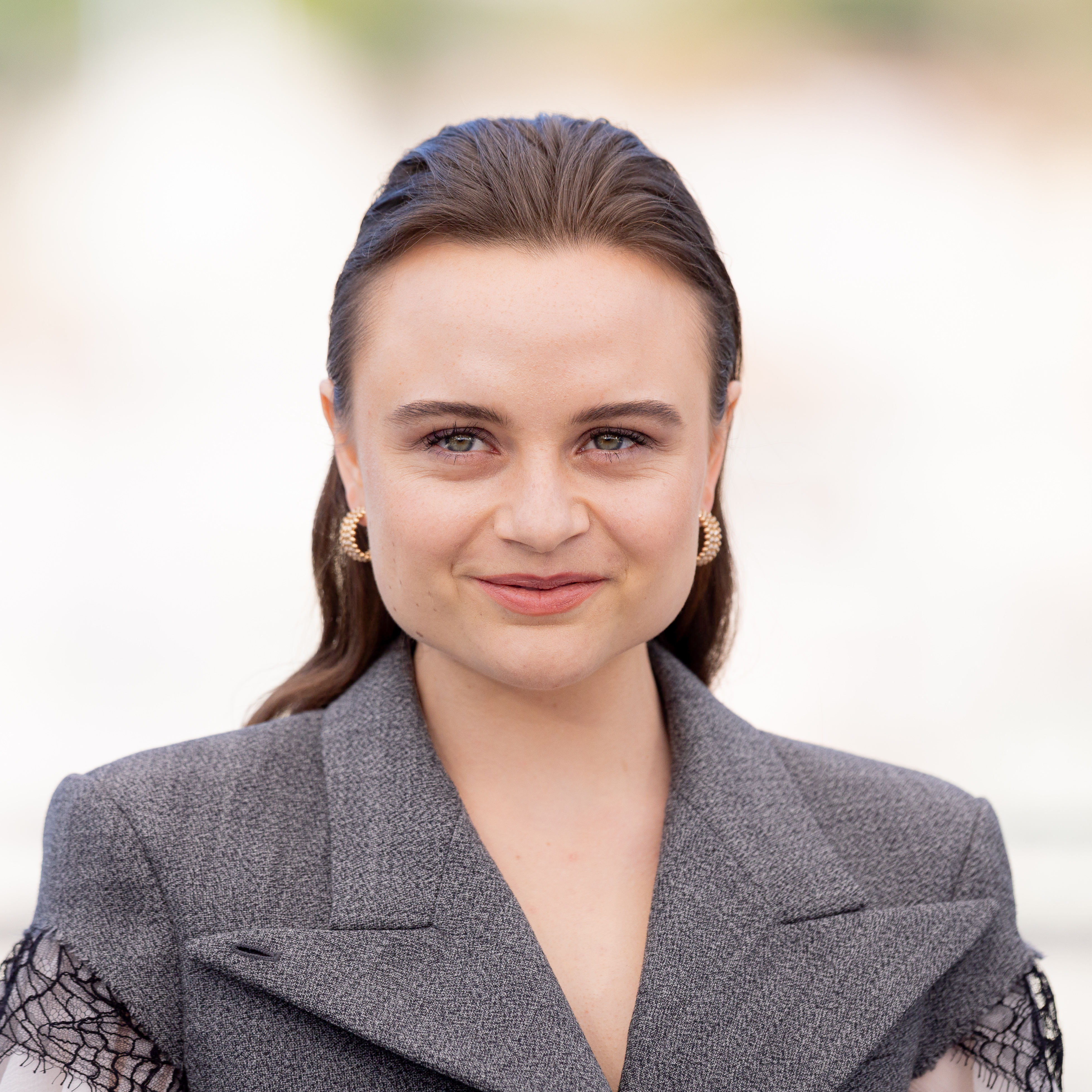
Lena Urzendowsky (2025)

Lena Urzendowsky (* 16. Februar 2000 in Berlin) ist eine deutsche Schauspielerin.

## Leben
Lena Urzendowsky wuchs in Berlin auf. Sie ist die jüngere Schwester des Schauspielers Sebastian Urzendowsky. Ab 2005 besuchte sie die Theater- und Musicalschule Stage Factory Berlin, die sie 2012 als Jahrgangsbeste abschloss.
2014 debütierte sie in der ZDF-Märchenverfilmung Die Schneekönigin in einer Nebenrolle. Nach einer Nebenrolle in dem Kinofilm Bibi & Tina: Mädchen gegen Jungs (2016) wurde sie noch im selben Jahr durch ihre Hauptrolle in dem Fernsehfilm Das weiße Kaninchen, in dem sie ein jugendliches Opfer von Cyber-Grooming spielt, einem breiteren Publikum bekannt. Ihre Darstellung an der Seite von Devid Striesow wurde 2016 mit dem Sonderpreis des Günter-Rohrbach-Filmpreises sowie 2017 mit dem Grimme-Preis und dem Günter-Strack-Fernsehpreis gewürdigt.
Weitere Aufmerksamkeit erlangte sie durch ihre Hauptrolle in dem Fernsehfilm Der große Rudolph über den Modemacher Rudolph Moshammer, in dem sie an der Seite von Thomas Schmauser und Hannelore Elsner zu sehen war. Für ihre darstellerische Leistung erhielt sie 2018 den Hessischen Fernsehpreis und wurde 2019 mit dem Förderpreis des Deutschen Fernsehpreises und dem deutschen Schauspielpreis in der Kategorie Nachwuchs ausgezeichnet. In ihrer Danksagung äußerte sie sich unter anderem positiv über Fridays for Future und appellierte an grünere Filmproduktion.
Sie legte 2018 ein bilinguales deutsch-französisches Abitur in Berlin ab. Gleich im Anschluss fanden die Dreharbeiten zu Leonie Krippendorffs Spielfilm Kokon statt. Dort ist sie in ihrer ersten Kinohauptrolle zu sehen, zusammen mit Jella Haase, Lena Klenke und Elina Vildanova. Der Film lief als Eröffnungsfilm der Sektion Generation 14+ auf der Berlinale 2020. Außerdem gewann er den „Prize for the best feature film“ auf dem internationalen Filmfestival in Cardiff. Sie selbst gewann den „Prize for the best performance in a female role“. Eine weitere Auszeichnung für Kokon erhielt sie im Rahmen des Bayerischen Filmpreises 2020 als beste Nachwuchsdarstellerin.
Seit 2020 ist sie in der Netflix-Serie How to Sell Drugs Online (Fast) zu sehen sowie 2021 im Hauptcast der Amazon-Prime-Serie Wir Kinder vom Bahnhof Zoo. Im Frühjahr 2021 kam Oliver Krachts feministischer Debütfilm Trümmermädchen in die deutschen Kinos. Urzendowsky ist auch in weiteren Kinoproduktionen zu sehen, so spielt sie z. B. in dem Drama Zwischen Uns von Max Fey an der Seite von Liv Lisa Fries und in der Kino-Komödie Sweet Disaster ist sie zusammen mit Friederike Kempter und Florian Lukas zu sehen. Für ihre Darstellung gewann sie auf dem Romford Filmfestival die Auszeichnung als Best Supporting Actress.
Beim Filmfestival Max Ophüls Preis 2023 hatte die Tragikomödie Franky Five Star von Birgit Möller Premiere, in der Urzendowsky die Titelrolle Franky spielt. Der Film wurde mit dem Preis der Ökumenischen Jury ausgezeichnet. Im selben Jahr erschien die Serie Luden, in der sie zum Hauptcast gehört und eine Sängerin auf der Reeperbahn in den 80er Jahren spielt.
Im Rahmen der Nibelungenfestspiele Worms 2023 verkörperte Urzendowsky die Hauptfigur Brynhild. Für diese Rolle erhielt sie den Mario-Adorf-Preis, das Preisgeld spendete sie u. a. an Sea-Watch und Havar Help. Im Dezember 2023 kam der Film 791 km in die Kinos, eine Art Roadmovie, in dem Urzendowsky eine von vier Fahrgästen in einem Taxi spielt (dargestellt von Iris Berben, Nilam Farooq, Ben Münchow und ihr). Den Fahrer stellt Joachim Król dar.
In dem Drama In Liebe, Eure Hilde von Andreas Dresen war sie erneut an der Seite von Liv Lisa Fries zu sehen. Bei den 78. Internationalen Filmfestspielen von Cannes lief das Generationendrama In die Sonne schauen im Wettbewerb und gewann den Prize der Jury. Urzendowsky übernahm unter der Regie von Mascha Schilinski eine der Hauptrollen. Der Film soll im August 2025 in die Kinos kommen.
Urzendowsky lebt in Berlin und studiert Philosophie und Sozialwissenschaft an der Humboldt-Universität Berlin.

## Filmografie

### Fernsehfilme
- 2014: Die Schneekönigin
- 2016: Das weiße Kaninchen
- 2017: Der Usedom-Krimi: Nebelwand
- 2017: Der Usedom-Krimi: Trugspur
- 2017: Kein Herz für Inder
- 2018: Gladbeck
- 2018: Der große Rudolph
- 2018: Der Kriminalist (Serie, 1 Folge)
- 2020: Tatort: Leonessa
- 2020: Kranke Geschäfte
- 2021: Mutter kündigt
- 2021: Tatort: Luna frisst oder stirbt
- 2025: Tatort: Das Ende der Nacht

### Serien
- 2017–2020: Dark
- 2018: Kroymann (Satiresendung, 1 Folge)
- 2020: Schatten der Mörder – Shadowplay
- 2020–2025: How to Sell Drugs Online (Fast)
- 2021: Wir Kinder vom Bahnhof Zoo
- 2023: Luden

### Kinofilme
- 2016: Bibi & Tina: Mädchen gegen Jungs
- 2016: Svea (Kurzfilm)
- 2019: Was gewesen wäre
- 2020: Kokon
- 2021: Trümmermädchen – Die Geschichte der Charlotte Schumann
- 2021: Sweet Disaster
- 2021: Zwischen uns
- 2023: Franky Five Star
- 2023: 791 km
- 2023: Zwischen uns der Fluss
- 2024: Jenseits der blauen Grenze
- 2024: Rabia
- 2024: In Liebe, Eure Hilde
- 2025: In die Sonne schauen

## Hörspiele
- 2021: Blackbird (nach dem Roman von Matthias Brandt)
- 2021: Die Wut-Life-Balance (Audible Original)
- 2023: Der Greif – Die Vorboten (nach dem Drehbuch von Judith Vogt und Christian Vogt)
- 2023: Paradise Garden (nach dem Roman von Elena Fischer)
- 2024: Kein Fluss (nach dem Roman von Selva Almada)
- 2024: Running Backwards
- 2024: Ein Leben im Ton (Hörspiel von Frank Witzel)

## Auszeichnungen
- 2016: Günter-Rohrbach-Filmpreis Sonderpreis für Das weiße Kaninchen[10]
- 2017: Grimme-Preis[11] für Das weiße Kaninchen
- 2017: Günter-Strack-Fernsehpreis[12] für Das weiße Kaninchen
- 2017: Nominierung New Faces Award für Das weiße Kaninchen
- 2018: Hessischer Fernsehpreis in der Kategorie Beste Schauspielerin für Der große Rudolph[13]
- 2019: Deutscher Fernsehpreis Förderpreis[14] für Der große Rudolph
- 2019: Deutscher Schauspielpreis in der Kategorie Nachwuchs für Der große Rudolph[15]
- 2019: Preis der Deutschen Akademie für Fernsehen in der Kategorie Beste Nebendarstellerin für Der große Rudolph
- 2020: Iris Prize Best Performance in a female role für Kokon
- 2021: Santo Domingo OutFest, Preis für die beste Performance für Kokon[16]
- 2021: Bayerischer Filmpreis, Nachwuchsdarstellerin für Kokon
- 2021: Nominierung Preis der Deutschen Filmkritik als Beste Darstellerin für Kokon
- 2022: Romford Filmfestival (UK), Best Supporting Actress für Sweet Disaster
- 2022: Blue Whiskey Independent Film Festival (US), Best Supporting Actress for Sweet Desaster
- 2023: Mario-Adorf-Preis[17]
- 2024: Nominierung Deutscher Hörbuchpreis als Beste Interpretin für Paradise Garden
- 2025: Prize of the Jury at Cannes Filmfestival für Sound of Falling